# Глєб Олександр Павлович
Олекса́ндр Па́влович Глєб (біл. Аляксандар Паўлавіч Глеб; нар. 1 травня 1981, Мінськ, БРСР) — колишній білоруський футболіст. Грав на позиції атакувального півзахисника. Значну частину кар'єри провів у провідних європейських клубах.
За збірну Білорусі вперше вийшов на заміну у 2001 році в матчі проти Уельсу. У другому матчі за збірну (квітень 2002) проти Угорщини забив свій перший м'яч. Загалом провів за збірну 72 матчі та забив 6 м'ячів.

## Досягнення
- Чемпіон Білорусі (1999, 2012, 2013, 2015, 2016, 2018 БАТЕ )
- Переможець Кубка Інтертото (2002, «Штутгарт»)
- Чемпіон Іспанії (2009, «Барселона»)
- Переможець Кубка Іспанії (2009, «Барселона»)
- Переможець Ліги чемпіонів (2009, «Барселона»)
- Переможець Кубка Ліги (2011, «Бірмінгем Сіті»)
- Футболіст року Білорусі 2002, 2003, 2005, 2006, 2007, 2008

## Родина
Має молодшого брата В'ячеслава, також професійного футболіста.